# Bembecia
Bembecia là một chi bướm đêm thuộc họ Sesiidae.

## Các loài
- Bembecia abromeiti  Kallies & Riefenstahl, 2000
- Bembecia albanensis (Rebel, 1918)
  - Bembecia albanensis albanensis (Rebel, 1918)
  - Bembecia albanensis kalavrytana (Sheljuzhko, 1924)
  - Bembecia albanensis garganica Bertaccini & Fiumi, 2002
  - Bembecia albanensis tunetana (Le Cerf, 1920)
- Bembecia alaica (Püngeler, 1912)
- Bembecia aloisi  Špatenka, 1997
- Bembecia auricaudata (Bartel, 1912)
- Bembecia barbara (Bartel, 1912)
- Bembecia bestianaeli (Capuse, 1973)
- Bembecia bohatschi (Püngeler, [1905])
- Bembecia buxea  Gorbunov, 1989
- Bembecia ceiformis (Staudinger, 1881)
- Bembecia elena  Spatenka & Bartsch, 2010
- Bembecia gobica  Špatenka & Lingenhöle, 2002
- Bembecia guesnoni Špatenka & Toševski, 1994
- Bembecia handiensis  Rämisch, 1997
- Bembecia hedysari  Wang & Yang, 1994
- Bembecia ichneumoniformis ([Denis & Schiffermüller], 1775)
- Bembecia illustris (Rebel, 1901)
- Bembecia insidiosa (Le Cerf, 1911)
- Bembecia irina  Špatenka, Petersen & Kallies, 1997
- Bembecia jakuta (Herz, 1903)
- Bembecia joesti  Bettag, 1997
- Bembecia kaabaki  Gorbunov, 2001
- Bembecia karategina  Špatenka, 1997
- Bembecia lamai  Kallies, 1996
- Bembecia lasicera (Hampson, 1906)
- Bembecia lastuvkai  Spatenka & Bartsch, 2010
- Bembecia lomatiaeformis (Lederer, 1853)
- Bembecia ningxiaensis  Xu & Liu, 1998
- Bembecia nivalis  Špatenka, 2001
- Bembecia oxytropidis  Špatenka & Lingenhöle, 2002
- Bembecia pagesi  Toševski, 1993
- Bembecia pamira  Špatenka, 1992
- Bembecia pogranzona  Špatenka, Petersen & Kallies, 1997
- Bembecia polyzona (Püngeler, 1912)
- Bembecia powelli (Le Cerf, 1925)
- Bembecia psoraleae  Bartsch & Bettag, 1997
- Bembecia rushana  Gorbunov, 1992
- Bembecia salangica  Špatenka & Reshöft
- Bembecia sareptana (Bartel, 1912:395)
- Bembecia senilis (Grum-Grshimailo, 1890)
- Bembecia sophoracola  Xu & Jin, 1999
- Bembecia stiziformis (Herrich-Schäffer, 1851)
  - Bembecia stiziformis stiziformis (Herrich-Schäffer, 1851)
  - Bembecia stiziformis fervida (Lederer, 1855)
  - Bembecia stiziformis tenebrosa (Püngeler, 1914)
  - Bembecia stiziformis belouchistanica Špatenka, 2001
- Bembecia strandi (Kozhantshikov, 1936)
- Bembecia tancrei (Püngeler, [1905])
- Bembecia tshatkalensis  Spatenka & Kallies, 2006
- Bembecia tshimgana (Sheljuzhko, 1935)
- Bembecia turanica (Erschoff, 1874)
- Bembecia viguraea (Püngeler, 1912)
- Bembecia volgensis  Gorbunov, 1994c
- Bembecia vulcanica (Pinker, 1969)
- Bembecia zebo  Špatenka & Gorbunov, 1992
- Bembecia zonsteini  Gorbunov, 1994
- Bembecia deserticola  Špatenka, Petersen & Kallies, 1997
- Bembecia dispar (Staudinger, 1891)
- Bembecia kryzhanovskii  Gorbunov, 2001
- Bembecia pashtuna  Špatenka, 1997a
- Bembecia pyronigra  Špatenka & Kallies, 2001
- Bembecia syzcjovi  Gorbunov, 1990
  - Bembecia syzcjovi syzcjovi Gorbunov, 1990
  - Bembecia syzcjovi kappadocica Špatenka, 1997
  - Bembecia syzcjovi alborzica Kallies & Špatenka, 2003
- Bembecia vidua (Staudinger, 1889)
- Bembecia apyra (Le Cerf, 1937)
  - Bembecia apyra apyra (Le Cerf, 1937)
  - Bembecia apyra johannesi Gorbunov, 1995
- Bembecia fibigeri  Laštuvka & Laštuvka, 1994
- Bembecia iberica  Špatenka, 1992
- Bembecia kreuzbergi  Spatenka & Bartsch, 2010
- Bembecia martensi  Gorbunov, 1994
- Bembecia pavicevici  Toševski, 1989
  - Bembecia pavicevici pavicevici Toševski, 1989
  - Bembecia pavicevici dobrovskyi Špatenka, 1997
- Bembecia peterseni  Špatenka, 1997
- Bembecia priesneri  Kallies, Petersen & Riefenstahl, 1998
- Bembecia scopigera (Scopoli, 1763)
- Bembecia flavida (Oberthür, 1890)
- Bembecia himmighoffeni (Staudinger, 1866:51)
- Bembecia hymenopteriformis (Bellier, 1860)
- Bembecia uroceriformis (Treitschke, 1834)
  - Bembecia uroceriformis uroceriformis (Treitschke, 1834)
  - Bembecia uroceriformis armoricana (Oberthür, [1907])
- Bembecia blanka  Špatenka, 2001
- Bembecia fokidensis  Toševski, 1991
- Bembecia gegamica  Gorbunov, 1991
- Bembecia igueri  Bettag & Bläsius, 1998
- Bembecia megillaeformis (Hübner, [1808-1813])
  - Bembecia megillaeformis megillaeformis (Hübner, [1808-1813])
  - Bembecia megillaeformis luqueti Špatenka, 1992
- Bembecia molleti  Kallies & Špatenka, 2003
- Bembecia parthica (Lederer, 1870)
- Bembecia pontica (Staudinger, 1891)
  - Bembecia pontica pontica (Staudinger, 1891)
  - Bembecia pontica turcmena (Bartel, 1912)
- Bembecia puella  Laštuvka, 1989
- Bembecia sanguinolenta (Lederer, 1853)
  - Bembecia sanguinolenta sanguinolenta (Lederer, 1853)
  - Bembecia sanguinolenta transcaucasica (Staudinger, 1891)
- Bembecia sirphiformis (Lucas, 1849)
- Bembecia staryi  Špatenka & Gorbunov, 1992
- Bembecia stuebingeri  Sobczyk, Kallies & Riefenstahl, 2007
- Bembecia coreacola (Matsumura, 1931)
- Bembecia kaszabi (Capuse, 1973)
- Bembecia montis (Leech, 1889a)
- Bembecia sinensis (Hampson, 1919)
- Bembecia ussuriensis (Gorbunov & Arita, 1995)
- Bembecia hofmanni  Kallies & Špatenka, 2003
- Bembecia fortis  Diakonoff, [1968]
- Bembecia balkis (Le Cerf, 1937)
  - Bembecia balkis balkis (Le Cerf, 1937)
  - Bembecia balkis atrocaudata Wiltshire, 1986

## Hình ảnh

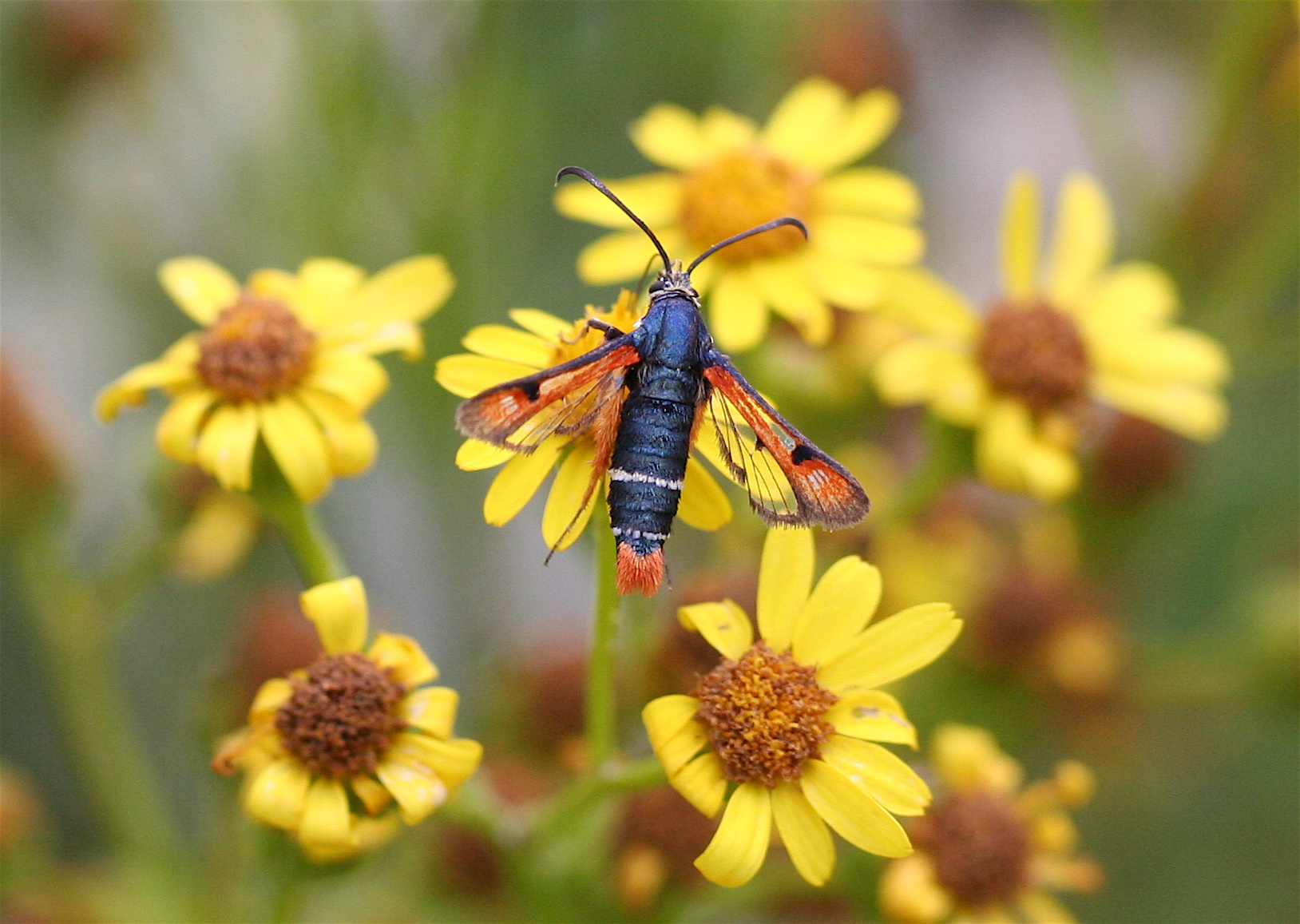
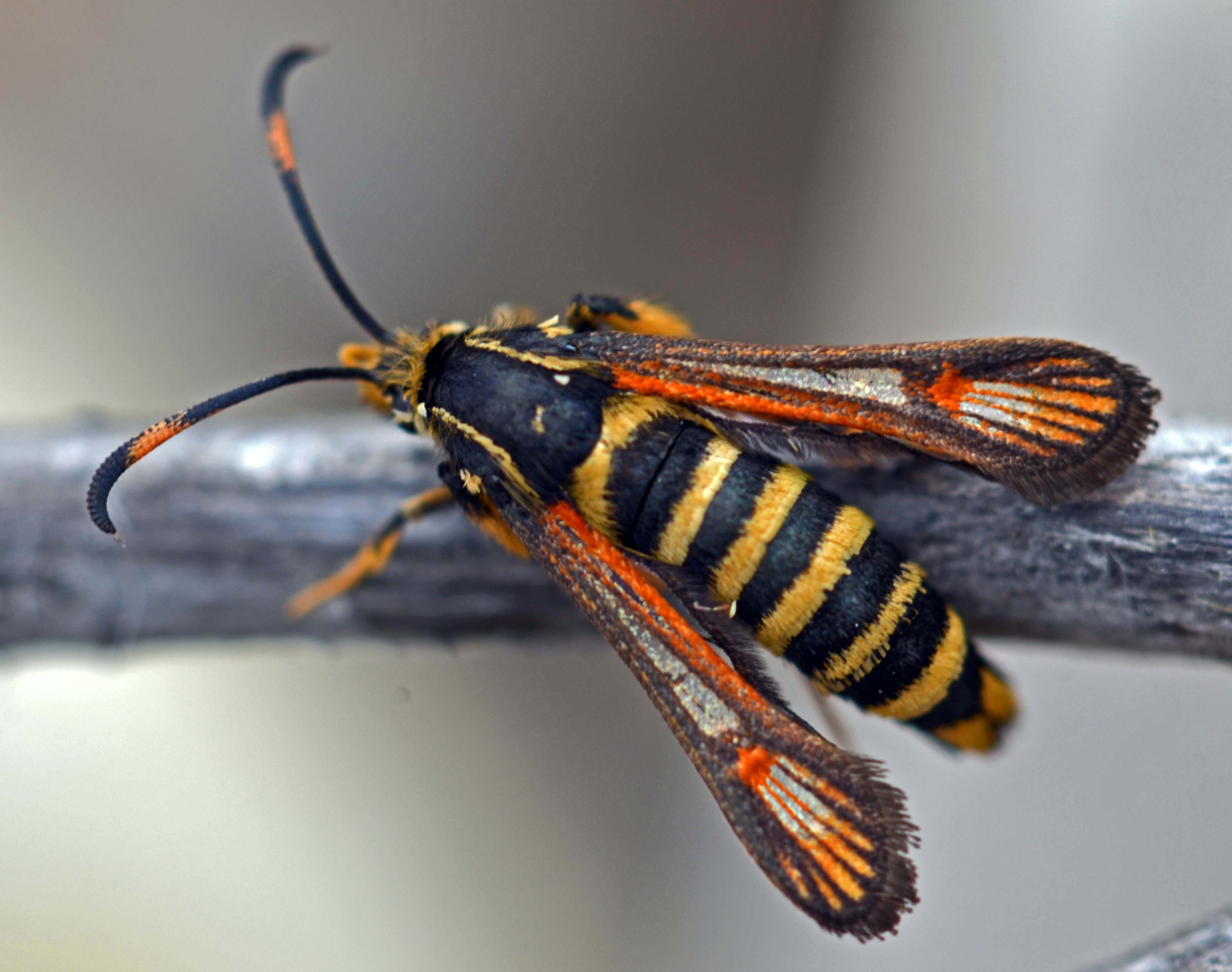